# حزب الاستقلال والديمقراطية والتضامن
حزب الاستقلال والديمقراطية والتضامن (بالفرنسية: Parti pour l’Indépendance de la Démocratie et de la Solidarité) هو حزب سياسي في مالي.

## التاريخ
تم تشكيل الحزب في 2 سبتمبر 2001 بعد الانفصال عن الاتحاد السوداني - التجمع الديمقراطي الأفريقي، بقيادة دابا ديوارا، تم تسجيله رسميًا في 14 سبتمبر. كان ديوارا مرشح الحزب في الانتخابات الرئاسية لعام 2002، حيث حل في المركز الحادي عشر من بين 24 مرشحًا. وفي الانتخابات البرلمانية التي جرت في وقت لاحق من العام، انضم الحزب إلى ائتلاف أمل 2002. وفاز التحالف بـ 66 مقعدًا في الجمعية الوطنية، بينما حصل الحزب على مقعد واحد.
لم يرشح الحزب مرشحًا لانتخابات 2013 الرئاسية، لكنه دعم سميلة سيسي من الاتحاد للجمهورية والديمقراطية. خاض الحزب انتخابات 2013 البرلمانية،  لكنه فشل في الفوز بمقعد.